# Saurauia holotricha
Saurauia holotricha är en tvåhjärtbladig växtart som beskrevs av Friedrich Ludwig Diels. Saurauia holotricha ingår i släktet Saurauia och familjen Actinidiaceae. Inga underarter finns listade i Catalogue of Life.